# Kim Mi-sook
Kim Mi-sook ((en hangul, 김미숙; en hanja, 金美淑)) es una actriz de Corea del Sur. 

## Carrera
Debutó como actriz en 1979 y desde entonces ha tenido una prolífica carrera en la televisión. Sus más recientes interpretaciones incluyen el de una recién divorciada comenzando de nuevo en el drama Queen's Conditions (2005), y a la villana madrastra en la exitosa Brilliant Legacy (2009). Por su tan alabada interpretación de la madre de un corredor autista en Maratón (2005) fue nominada a Mejor Actriz de reparto de los Grand Bell Awards y Korean Film Awards. Fue nuevamente nominada en los Grand Bell Awards, Blue Dragon Film Awards y Korean Film Awards por su personaje de reparto en el thriller de acción Seven Days (2007).
En septiembre de 2019 se unió al elenco recurrente de la serie Beautiful Love, Wonderful Life (también conocida como "Love is Beautiful, Life is Wonderful") donde dio vida a Sunwoo Yeong-ae.

## Otras actividades
Fundó 사랑유치원 ( Jardín de Infantes Amor) en 1987 y fue su directora hasta el año 2002.

## Controversia
Una mujer que había estado acechando a Kim por 17 años fue detenida en el 2007.

## Filmografía

### Series
- El cuento de la dama Ok (JTBC, 2024)[11]
- La vorágine (Netflix, 2024)[12]
- Payback (SBS, 2023)[13]
- Artificial City (JTBC, 2021-2022)[14]
- Beautiful Love, Wonderful Life (KBS2, 2019-2020)
- Man Who Sets the Table (MBC, 2017)
- The Flower in Prison (MBC, 2016)
- All About My Mom (KBS2, 2015)
- Queen's Flower (MBC, 2015)
- Glorious Day (SBS, 2014)
- Empire of Gold (SBS, 2013)
- Case Number 113 (SBS, 2013)
- Hur Jun, the Original Story (MBC, 2013)[15]
- Insu, The Queen Mother (jTBC, 2011)
- Just Like Today (MBC, 2011)
- City Hunter (SBS, 2011)
- My Love By My Side (SBS, 2011)
- A Good Day for the Wind to Blow (KBS1, 2010)
- Definitely Neighbors (SBS, 2010)
- Sorpresas del destino (SBS, 2009)
- I Love You, Don't Cry (MBC, 2008)
- Lobbyist (SBS, 2007)
- Golden Bride (SBS, 2007)
- I'll Go With You (SBS, 2006)
- As the River Flows (KBS1, 2006)
- Queen's Conditions (SBS, 2005)
- The Land (SBS, 2004)
- Love Is All Around (MBC, 2004)
- Island Village Teacher (SBS, 2004)
- Punch (SBS, 2003)
- Sweetheart (SBS, 2003)
- Outing (SBS, 2001)
- Well Known Woman (SBS, 2001)
- Blue Mist (KBS2, 2001)
- Sad Temptation (KBS2, 1999)
- Hug (SBS, 1998)
- I Love You! I Love You! (SBS, 1998)
- Three Kim Generation (SBS, 1998)
- Love (MBC, 1998)
- MBC Best Theater "7일간의 선택" (MBC, 1997)
- 70-minute Dramas "Two Mothers" (SBS, 1997)
- Power of Love (MBC, 1996)
- 바다가 넓은 아이들 (SBS, 1996)
- Until We Can Love (KBS2, 1996)
- Confession (SBS, 1995)
- Korea Gate (SBS, 1995)
- Warm River (MBC, 1993)
- To the Lovely Others (SBS, 1993)
- 서른 한 살의 반란 (KBS2, 1993)
- The Third Republic (MBC, 1993)
- Wind in the Grass (MBC, 1992)
- Women's Time (KBS2, 1991)
- 가을에 온 손님 (KBS2, 1990)
- Dark Sky, Dark Bird (MBC, 1990)
- Under the Wool (KBS2, 1989)
- The Second Republic (MBC, 1989)
- Fetters of Love (KBS2, 1989)
- 타인 (KBS2, 1987)
- Gayo Drama (KBS2, 1987)
- Warm River (KBS2, 1986)
- Your Portrait (KBS2, 1986)
- 멀고 먼 사람들 (KBS2, 1986)
- Finding Happiness - Episode 2 "Cheer Up, Dad" (KBS2, 1986)
- TV Literature "Yeolha Ilgi" (KBS2, 1985)
- TV Literature "The Last Song" (KBS2, 1985)
- Silver Rapids (KBS1, 1985)
- 딸이 더 좋아 (KBS2, 1984)
- 간호병동 (KBS2, 1984)
- Maze (KBS2, 1984)
- A Youth March (KBS1, 1983)
- A Water-bearer From Bukcheong (KBS1, 1982)
- 우둥불 (KBS1, 1982)
- The Land of Promises (KBS2, 1982)
- 우리에게 축복의 기도를 (KBS2, 1981)
- Hometown of Legends "상사초" (KBS, 1980)
- Hometown of Legends "Dead Woman" (KBS, 1979)
- Hometown of Legends "Hongsalmun" (KBS, 1979)

### Películas
- Seven Days (2007)
- Marathon (2005)
- A Hilarious Mourning (O-gu) (2003)
- I Want to Go (1984)
- Milky Way in Blue Sky (1984)
- Born on February 30 (1983)
- Another's Nest (1982)[16]
- Ardent Love (1982)
- Three Women Under the Umbrella (1980)

### Documental
- MBC Especial - Naturalista Tasha del Jardín (MBC, 2008) - narración

## Programas de Radio
- All the Music in the World con Kim Mi-sook (KBS 1FM, 2002-2007)
- This Beautiful Morning con Kim Mi-sook (SBS Power FM, 1996-2000)
- Kim Mi-sook's Music Salon (MBC Standard FM, 1990)

## Audio libros
- Happy Stories 행복을 숨겨둔 곳 Disc 1 (2002)
- Kim Mi-sook's Poetry Readings at Home (1994)
- Kim Mi-sook Telling the Fairy Tales of Our Times (1994, parts 1 and 2)
- 눈물이 시가되어 흐를때 (1990)

## Premios y nominaciones
| Año  | Premio                                 | Categoría                                                               | Nominación                     | Resultado |
| ---- | -------------------------------------- | ----------------------------------------------------------------------- | ------------------------------ | --------- |
| 1985 | KBS 연기대상 방송연기상                | Grand Prize (Daesang)                                                   |                                | Ganadora  |
| 1989 | Dong-A Theatre Awards                  | mejor actriz                                                            | Autumn Sonata                  | Ganadora  |
| 1991 | KBS Drama Awards                       | premio alta excelencia, actriz                                          | Women's Time                   | Ganadora  |
| 2001 | SBS Drama Awards                       | premio alta excelencia, actriz                                          | Outing                         | Ganadora  |
| 2005 | Grand Bell Awards                      | mejor actriz                                                            | Marathon                       | Nominada  |
| 2005 | Korean Film Awards                     | mejor actriz                                                            | Marathon                       | Nominada  |
| 2005 | SBS Drama Awards                       | premio alta excelencia, actriz                                          | Queen's Conditions             | Ganadora  |
| 2006 | KBS Right Language Awards              | Recipiente, categoría presentador de radio                              | All the Music in the World     | Ganadora  |
| 2007 | SBS Drama Awards                       | mejor actriz de reparto en miniseries                                   | Lobbyist                       | Ganadora  |
| 2008 | Blue Dragon Film Awards                | mejor actriz de reparto                                                 | Seven Days                     | Nominada  |
| 2008 | Korean Film Awards                     | mejor actriz de reparto                                                 | Seven Days                     | Nominada  |
| 2009 | SBS Drama Awards                       | premio excelencia, actriz de drama                                      | Brilliant Legacy               | Nominada  |
| 2009 | SBS Drama Awards                       | a excelenciapremio alt, actriz                                          | Brilliant Legacy               | Ganadora  |
| 2010 | Korean Popular Culture and Arts Awards | recomendación del ministro de cultura                                   | [NA]: {{{1}}}                  | Ganadora  |
| 2010 | SBS Drama Awards                       | mejor actriz de reparto en drama diario o semanal                       | Definitely Neighbors           | Nominada  |
| 2011 | SBS Drama Awards                       | premio especial de actuación, actriz en drama diario o de fin de semana | My Love By My Side             | Nominada  |
| 2013 | SBS Drama Awards                       | premio especial de actuación, actriz de drama corto                     | Case Number 113                | Ganadora  |
| 2013 | SBS Drama Awards                       | premio especial de actuación, actriz en drama especial                  | Empire of Gold                 | Nominada  |
| 2014 | SBS Drama Awards                       | premio especial de actuación, actriz de drama                           | Glorious Day                   | Nominada  |
| 2019 | KBS Drama Award                        | Excellence Award, Actress in a Serial Drama                             | Beautiful Love, Wonderful Life | Nominada  |